# Coppa asiatica maschile di pallavolo
La Coppa asiatica maschile di pallavolo è una competizione pallavolistica per squadre nazionali asiatiche e oceaniane, organizzata con cadenza biennale dall'AVC.

## Edizioni
| Edizione      | Edizione      | Podio         | Podio         | Podio         |
| Anno          | Organizzatore | Campione      | Seconda       | Terza         |
| ------------- | ------------- | ------------- | ------------- | ------------- |
| 2008 Dettagli | Thailandia    | Iran          | Corea del Sud | Cina          |
| 2010 Dettagli | Iran          | Iran          | Cina          | India         |
| 2012 Dettagli | Vietnam       | Cina          | Iran          | Giappone      |
| 2014 Dettagli | Kazakistan    | Corea del Sud | India         | Kazakistan    |
| 2016 Dettagli | Thailandia    | Iran          | Cina          | Giappone      |
| 2018 Dettagli | Taiwan        | Qatar         | Iran          | Giappone      |
| 2020          | Birmania      | Non disputata | Non disputata | Non disputata |
| 2022 Dettagli | Thailandia    | Cina          | Giappone      | Bahrein       |

## Medagliere
| Pos. | Squadra       | 1º posto | 2º posto | 3º posto | Totale |
| ---- | ------------- | -------- | -------- | -------- | ------ |
| 1    | Iran          | 3        | 2        | -        | 5      |
| 2    | Cina          | 2        | 2        | 1        | 5      |
| 3    | Corea del Sud | 1        | 1        | -        | 2      |
| 4    | Qatar         | 1        | -        | -        | 1      |
| 5    | India         | -        | 1        | 1        | 2      |
| 6    | Giappone      | -        | 1        | 3        | 4      |
| 7    | Bahrein       | -        | -        | 1        | 1      |
| 7    | Kazakistan    | -        | -        | 1        | 1      |